# Charles Sherrington
Charles Scott Sherrington OBE (ur. 27 listopada 1857 w Islington, Londyn, zm. 4 marca 1952 w Eastbourne) – angielski lekarz i fizjolog, laureat Nagrody Nobla z dziedziny fizjologii i medycyny w roku 1932 za odkrycie funkcji neuronów.

## Życiorys
Studiował w Gonville and Caius College na Uniwersytecie Cambridge. W roku 1893 uzyskał tam tytuł doktora nauk medycznych .
W latach 1895–1913 profesor Uniwersytetu w Liverpoolu, w latach 1913–1935 Uniwersytetu w Oksfordzie, członek (prezes w latach 1920–1925) Towarzystwa Królewskiego w Londynie (Royal Society). Jeden z najwybitniejszych twórców współczesnej neurofizjologii. Zajmował się głównie badaniem unerwienia mięśni i odruchową czynnością rdzenia kręgowego, wprowadził pojęcie synapsy i zapoczątkował badania zjawisk na synapsach, podał klasyfikację receptorów. Stworzył współczesny język neurofizjologii. Wykazał istnienie ośrodkowych procesów hamowania i pobudzania, opisał zjawiska indukcji równoczesnej i następczej w rdzeniu kręgowym. Wyjaśnił znaczenie proprioreceptorów w czynności mięśni. Autor kilkuset publikacji, m.in. główne prace: The Integrative Action of the Nervous System (1906), Mammalian physiology (1919), Reflex Activity of the Spinal Cord (1932), The Brain and Its Mechanism (1933). Za odkrycia dotyczące funkcji neuronów otrzymał w 1932 roku nagrodę Nobla (wspólnie z E.D. Adrianem).

## Krytyka
Rosyjski fizjolog Iwan Pawłow zarzucał Sherringtonowi dualizm psychofizyczny. Poddając krytyce poglądy filozoficzne Sherringtona, akademik Pawłow twierdził, że uczony ten
—  Iwan Pawłow. Krytyka koncepcji Sherringtona. 